# 1990 BG
5131 1990 BG eller 1990 BG är en asteroid som korsar Venus, Jordens och Mars omloppsbanor. Den upptäcktes 21 januari 1990 av de båda amerikanska astronomerna Eleanor F. Helin och Brian P. Roman vid Palomarobservatoriet.
Den tillhör asteroidgruppen Apollo.